# Stylurus kreyenbergi
Stylurus kreyenbergi är en trollsländeart som först beskrevs av Friedrich Ris 1928.  Stylurus kreyenbergi ingår i släktet Stylurus och familjen flodtrollsländor. Inga underarter finns listade i Catalogue of Life.